# Brayann Pereira
Brayann Pereira (* 21. Mai 2003 in Saint-Quentin) ist ein französisch-kongolesischer Fußballspieler.

## Karriere

### Verein
Pereira begann seine fußballerische Karriere 2012 bei der Olympique Saint-Quentinois. Im Sommer 2017 wechselte er in die Jugendabteilung des RC Lens. In der Saison 2020/21 spielte er bereits sechsmal in der National 2 für die Reservemannschaft. Auch in der Saison 2021/22 war er Stammspieler in der zweiten Mannschaft, kam aber auch zu einigen Einsätzen für die Profis. Sein Debüt für die erste Mannschaft gab er am 22. Januar 2022 (22. Spieltag) bei einer 0:2-Niederlage gegen Olympique Marseille nach später Einwechslung. Nach nur einem weiteren Saisoneinsatz in der Liga, verließ er den Verein nach Saisonende und schloss sich der AJ Auxerre an. Im Januar 2023 wurde der Spieler für ein halbes Jahr in die dritte Liga zum FC Bourg-Péronnas ausgeliehen. Im Sommer 2023 folgte die Leihe mit Kaufoption zu NEC Nijmegen.

### Nationalmannschaft
Pereira spielte bislang für diverse Juniorennationalmannschaften der Franzosen und ist aktuell für das U20-Team aktiv. Auch in der U19-EM 2022 wurde er in jedem Spiel bis zum Ausscheiden im Halbfinale eingesetzt.